# Dennis Klass
Dennis Klass (* 28. Mai 1940) ist ein US-amerikanischer Religionspsychologe und emeritierter Hochschullehrer.

## Leben
Dennis Klass schloss sein Studium der Religionspsychologie mit der Promotion Ph.D. an der University of Chicago ab.
Er war in der Forschung zu den Themen Tod, Sterben und Verlust tätig. Dieser Schwerpunkt seiner Arbeit begann bereits 1968, als er als Assistent im von Elisabeth Kübler-Ross geleiteten Seminar „Dead and Dying-Seminar“ am University of Chicago Hospitals arbeitete. Klass lehrte als Professor an der Webster University, St. Louis, Missouri, USA.
Er lebt heute in Collington in der Nähe von Washington, DC.
In der Literatur wurde das von ihm formulierten Konzepts der „Fortbestehenden Bindungen“ („continuing bonds“) zu Verstorbenen rezipiert. Trauernde sehen sich vor der Aufgabe, diese fortbestehenden Bindungen zu entwickeln und zu gestalten. Dieses Konzept stellt eine wichtige Alternative zu dem auf Sigmund Freud zurückgehenden Konzept der Aufgabe des „Loslassens“ dar.

### Forschungsschwerpunkte im Verlauf seiner beruflichen Biografie
- Themen um Tod, Sterben und Verlust
- Therapeutische Behandlung schwieriger und ´komplexer Verluste
- Trauer von Eltern, die ihre Kinder durch Tod verloren hatten (ab 1979).
- Kulturübergreifenden Forschung zum Thema Trauer
- Rituale in Kulturen und wie sie fortbestehende Bindungen mit Verstorbenen aufrechterhalten
- Religionspsychologie

### Auszeichnungen
- Kemper Award for Outstanding Teaching (Webster University)
- Missouri State Governors Award for Exellence in Teaching
- Appreciation Award (The Compassionate Friends National Board) (1992)

### Mitarbeit in Gremien Fachverbänden und Selbsthilfeorganisationen
- Death Studies (Mitglied des Herausgebergremiums)
- Omega, Journal of Death and Dying (Mitglied des Herausgebergremiums)
- International Work Group in Death, Dying, and Bereavement.
- St. Louis Chapter der Bereaved Parents (professioneller Berater)

## Werke (Auswahl)

### Publikationen in Buchform
- mit Audrey Gordon, They Need to Know. How to Teach Your Children About Death, Prentice-Hall 1979, ISBN 978-0-13-917104-8.
- Parental Grief: Solace and Resolution (= Springer Series on Death and Suicide), Springer Pub Co 1988, ISBN 978-0-8261-5930-4.
- mit Phyllis R. Silverman (Hrsg.), Steven Nickman (Hrsg.), Continuing Bonds: New Understandings of Grief (Death Education, Aging and Health Care), Taylor & Francis 1996, ISBN 978-1-56032-339-6.
- The Spiritual Lives of Bereaved Parents (= Series in Death, Dying, and Bereavement), Routledge 1999, ISBN 978-0-87630-991-9.
- mit Robert E. Goss, Dead but not Lost. Grief Narratives in Religious Traditions, AltaMira Press 2005, ISBN 978-0-7591-0789-2
- mit Ulrike Winkler (Übers.), Eltern Trauer Seelen Leben. Das spirituelle Leben trauernder Eltern (= Huttenscher Verlag, Band. 507), Würzburg 2010, ISBN 978-3-930823-02-4.
- (Hrsg.) mit Edith Maria Steffen, Continuing Bonds in Bereavement: New Directions for Research and Practice, New York, NY, Routledge 2018, ISBN 978-0-415-35619-0, ISBN 978-0-415-35620-6 und ISBN 978-1-315-20239-6 (E-Book).[1]

### Beiträge in Sammelwerken (Auswahl)
- mit Karola Müller (Übers), Tiefer Kummer und Trost, in: Monika Müller (Hrsg.), mit Sylvia Brathuhn (Hrsg.), Matthias Schnegg (Hrsg.), Thorsten Adelt (Mitarbeit), Theo Breidbach (Mitarbeit), Christine Fleck-Bohaumilitzky (Mitarbeit), Felix Grützner (Mitarbeit), Martina Kern (Mitarbeit), Dennis Klass (Mitarbeit), Bianca Papendell (Mitarbeit), David Pfister (Mitarbeit), Rita Rosner (Mitarbeit), Martin Weber (Mitarbeit), Sabine Zwierlein-Rockenfeller (Mitarbeit), und Friedemann Nauck (Geleitwort), Handbuch Trauerbegegnung und -begleitung. Theorie und Praxis in Hospizarbeit und Palliative Care, Göttingen 2013, ISBN 978-3-525-45188-5, S. 108–119.

### Zeitschriftenartikel (Auswahl)
- mit Beth Shinners, Professional Roles in a Self-Help Group for the Bereaved. in: Omega, 1983, S. 361–375. doi: 10.2190/VE7L-7ULX-CR86-50U2[2].
- Bereaved Parents and the Compassionate Friends: Affiliation and Healing, in:  Omega-journal of Death and Dying, Vol. 26(4) 255-272,1992-93. doi: 10.2190/K88L-6EAG-11QL-7PFG[3]
- The Inner Representations of the Dead Child and the Worldviews of Bereaved Parents., in:  Omega-journal of Death and Dying, Vol. 15, Heft 4, 1993, 353–373. doi: 10.2190/GEYM-BQWN-9N98-23Y5[4]
- Spiritual bonds to the dead in cross-cultural and historical perspective: comparative religion and modern grief. in: Death Studies, Jahrgang 22, 1999, S. 547–567.
- mit Robert A. Neimeyer und M. R. Dennis: A social constructionist account of grief. Loss and the narration of meaning. in: Death Studies, Jahrgang 38, 2014, S. 485–498.
- mit Neil Thompson, June Allan, Philip A. Carverhill, Gerry R. Cox, Betty Davies, Kenneth Doka, Leeat Granek, Darcy Harris, Andy Ho, Neil Small und Joachim Wittkowski: The case for a sociology of dying, death, and bereavement. in: Death Studies, Jahrgang 40, 2016, Heft 3, S. 172–181; doi:10.1080/07481187.2015.1109377.
- Neglected Areas in Bereavement Research: Sorrow and Solace, Paper (extended version,  an abbreviated version of this paper in: Death Studies titled Sorrow and Solace), 2012[5]